# Papaipema triorthia
Papaipema triorthia là một loài bướm đêm trong họ Noctuidae.